# SN 2005P
SN 2005P – supernowa typu Iax odkryta 21 stycznia 2005 roku w galaktyce NGC 5468. W momencie odkrycia miała maksymalną jasność 18,10m.